# Großer Uran
Der Große Uran (russisch Большой Уран (Bolschoi Uran)) ist ein rechter, 155 km langer Nebenfluss der Samara im Südosten des europäischen Teils von Russland.

## Verlauf
Der Große Uran entspringt in der Oblast Orenburg im Höhenzug Obschtschi Syrt. Er durchfließt in vorwiegend westlicher Richtung den ländlich geprägten Westen der Oblast Orenburg.
Etwa 10 km östlich von Sorotschinsk beschreibt der Große Uran eine weite Kurve in Richtung Nordwesten, ehe er Richtung Südwesten auf die Samara zustrebt, in die er wenige Kilometer südöstlich von Sorotschinsk einmündet.
Der Fluss wird hauptsächlich von Schmelzwassern gespeist.